# Андорра на зимних Паралимпийских играх 2014
Андорра на зимних Паралимпийских играх 2014 года выступила только в горнолыжном спорте. Страну на Играх представлял горнолыжник Хавьер Фернандес.

## Состав сборной и результаты выступлений

### Горнолыжный спорт
Мужчины
| Соревнование      | Класс | Спортсмены       | Скоростной спуск/ 1 спуск | Скоростной спуск/ 1 спуск | Слалом/ 2 спуск | Слалом/ 2 спуск | Всего | Место |
| Соревнование      | Класс | Спортсмены       | Время                     | Место                     | Время           | Место           | Всего | Место |
| ----------------- | ----- | ---------------- | ------------------------- | ------------------------- | --------------- | --------------- | ----- | ----- |
| Слалом            | Сидя  | Хавьер Фернандес | DNF                       | DNF                       | DNF             | DNF             | DNF   | DNF   |
| Гигантский слалом | Сидя  | Хавьер Фернандес | DSQ                       | DSQ                       | DSQ             | DSQ             | DSQ   | DSQ   |